# Bisdom Youngstown
Het bisdom Youngstown (Latijn: Dioecesis Youngstoniensis) is een rooms-katholiek bisdom met als zetel Youngstown, in de Amerikaanse staat Ohio. Het bisdom is suffragaan aan het aartsbisdom Cincinnati. 

## Geschiedenis
Het bisdom werd opgericht op 15 mei 1943, uit delen van het bisdom Cleveland. 

## Parochies
Het bisdom had in 2022 een oppervlakte van 5.478 km2 en telde 1.180.000 inwoners waarvan 13,9% rooms-katholiek was.

## Bisschoppen
- James Augustine McFadden (2 juni 1943 - 16 november 1952)
- Emmet Michael Walsh (16 november 1952 - 16 maart 1968; coadjutor sinds 8 september 1949)
- James William Malone (2 mei 1968 - 5 december 1995; hulpbisschop sinds 2 januari 1960, apostolisch administrator sinds 29 januari 1966)
  - William Anthony Hughes (hulpbisschop: 23 juli 1974 - 13 april 1979)
  - Benedict Charles Franzetta (hulpbisschop: 26 juli 1980 - 4 september 1996)
- Thomas Joseph Tobin (5 december 1995 - 31 maart 2005)
- George Vance Murry (30 januari 2007 - 5 juni 2020)
- David Joseph Bonnar (17 november 2020 - heden)

## Galerij van afbeeldingen

Wapen van het bisdom
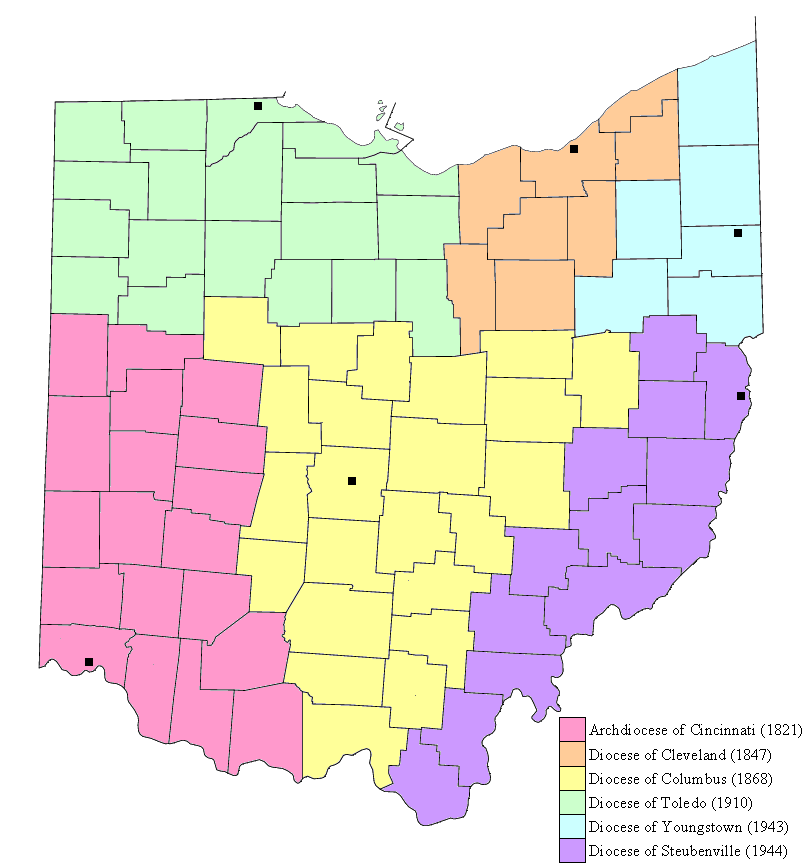
Kerkprovincie met aartsbisdom en suffragane bisdommen
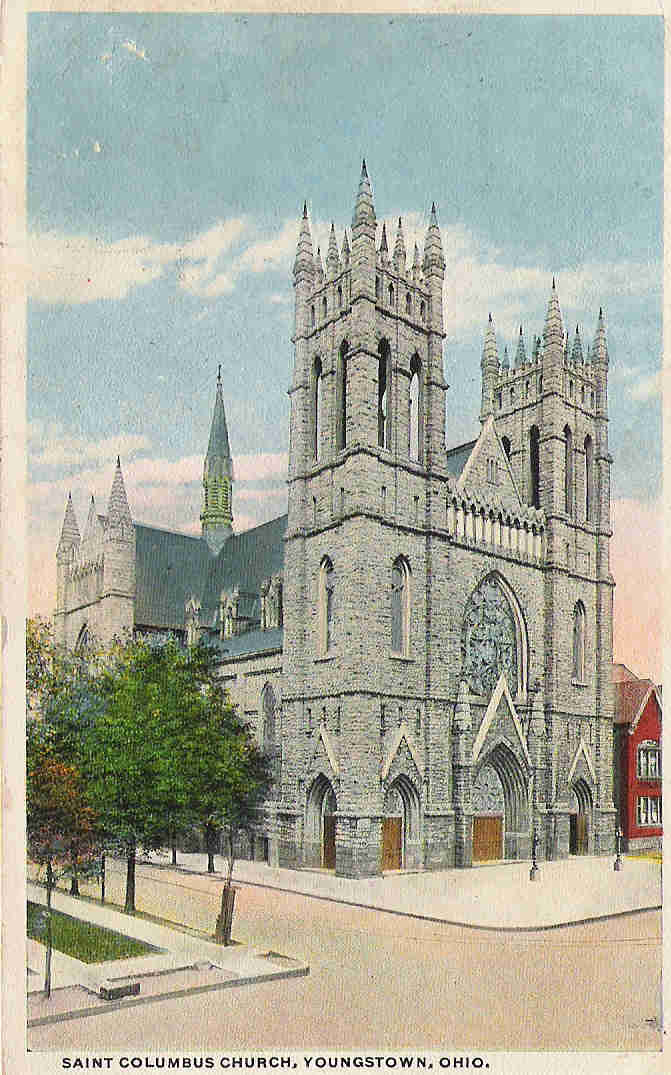
De oude Saint Columba Cathedral die in 1954 bij een brand werd vernietigd

Cincinnati (aartsbisdom) · Cleveland · Columbus · Steubenville · Toledo · Youngstown